# Conclave de 1276 (juliol)

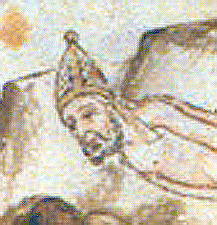
Imatge d'Adrià V.

El Conclave de juliol de 1276 fou el segon conclave del 1276, durà del dia 2 a l'11 de juliol i elegí el Papa Adrià V com a successor d'Innocenci V.

## Participants
El Papa Innocenci V va morir sobtadament el 22 de juny de 1276, només cinc mesos després de la seva elecció. En el moment de la seva mort hi havia 14 cardenals, dels quals 13 van participar en el conclave. Set electors havien estat creats pel Papa Urbà IV, tres pel Papa Gregori X, dos pel Papa Innocenci IV i un pel Papa Gregori IX. El cardenal absent havia esta nomenat pel Papa Urbà IV.
- Pedro Julião Reboli (creat cardenal: 3 juny 1273) – cardenal bisbe de Tusculum; degà del Col·legi Cardenalici
- Vicedominus de Vicedominis (3 juny 1273) – cardenal bisbe de Palestrina
- Bertrand de Saint-Martin OSB (3 juny 1273) – cardenal bisbe de Sabina; comendatari de l'església de S. Marcello; Penitenciari major
- Simone Paltineri (17 desembre 1261) – cardenal prevere de Ss. Silvestro e Martino; protoprevere del col·legi Cardenalici
- Ancher Pantaleon (3 juny 1262) – cardenal prevere de S. Prassede
- Guillaume de Bray (3 juny 1262) – cardenal prevere de S. Marco; camarlenc del Col·legi Cardenalici
- Riccardo Annibaldi (29 maig 1238) – cardenal diaca de S. Angelo in Pescheria; protodiaca del Col·legi Cardenalici; arxiprevere de la Basílica Vaticana
- Giovanni Gaetano Orsini (28 maig 1244) – cardenal diaca de S. Nicola in Carcere Tulliano; administrator de S. Crisogono i S. Lorenzo in Damaso; inquisidor general
- Ottobono Fieschi (23 desembre 1251) – cardenal diaca de S. Adriano; arxiprevere Bazyliki Liberiańskiej
- Giacomo Savelli (17 desembre 1261) – cardenal diaca de S. Maria in Cosmedin; comentadatari de l'església de S. Anastasia
- Goffredo da Alatri (17 desembre 1261) – cardenal diaca de S. Giorgio in Velabro
- Uberto Coconati (17 desembre 1261) – cardenal diaca de S. Eustachio
- Matteo Orsini Rosso (3 juny 1262) – cardenal diaca de S. Maria in Portico

### Absents
- Simon de Brion (17 desembre 1261) – cardenal prevere de S. Cecilia; legat papal a França

## Elecció
Els cardenals es van reunir a la Basílica de Sant Joan del Laterà el 2 de juliol de 1276. Es van basar en les normes de la constitució Ubi periculum. Per això, quan després de tres dies va resultar que els electors no havien arribat a l'acord, van ordenar la reducció del subministrament d'aliments. El Col·legi Cardenalici estava dividit entre els partidaris del Rei de Sicília (tres cardenals francesos i part de la cardenals italians) i els que es van oposar a la dominació d'Anjou a Itàlia. Carles I en el seu paper de "guardià" del conclave no va ser imparcial: els cardenals italians (més hostils) van haver de viure només a pa i aigua, mentre que els aliats a Carles (principalment francesos) van ser tractats amb més indulgència. Després de nou dies resultà elegit Ottobono Fieschi, nebot del papa Innocenci IV i l'antic legat papal a Anglaterra. Va decidir prendre el nom d'Adrià V.
L'endemà, després de l'elecció, Adrià V va suspendre la constitució Ubi periculum, per considerar les seves disposicions eren massa estrictes. Es va comprometre a emetre noves regulacions, però va morir unes setmanes més tard, abans de la seva consagració i coronació.